# Farmville (Virginia)
Farmville es una localidad del Condado de Prince Edward, Virginia, Estados Unidos. Según el censo de 2000 tenía una población de 6.845 habitantes y una densidad de población de 379.2 hab/km². A las afueras de esta localidad nació el general Joseph E. Johnston.  Oliver Anthony reside en el término municipal de Farmville.

## Demografía
Según el censo de 2000, había 6.845 personas, 2.050 hogares y 1.074 familias residiendo en la localidad. La densidad de población era de 379,2 hab./km². Había 2.294 viviendas con una densidad media de 127,1 viviendas/km². El 71,07% de los habitantes eran blancos, el 25,68% afroamericanos, el 0,20% amerindios, el 1,05% asiáticos, el 0,26% isleños del Pacífico, el 0,48% de otras razas y el 1,24% pertenecía a dos o más razas. El 1,26% de la población eran hispanos o latinos de cualquier raza.
Según el censo, de los 2.050 hogares en el 24,0% había menores de 18 años, el 32,5% pertenecía a parejas casadas, el 17,4% tenía a una mujer como cabeza de familia y el 47,6% no eran familias. El 38,6% de los hogares estaba compuesto por un único individuo y el 16,4% pertenecía a alguien mayor de 65 años viviendo solo. El tamaño promedio de los hogares era de 2,15 personas y el de las familias de 2,84.
La población estaba distribuida en un  de habitantes menores de 18 años, un  entre 18 y 24 años, un  de 25 a 44, un  de 45 a 64 y un  de 65 años o mayores. La media de edad era  años. Por cada 100 mujeres había  hombres. Por cada 100 mujeres de 18 años o más, había  hombres.
Los ingresos medios por hogar en la localidad eran de 26.343 dólares ($) y los ingresos medios por familia eran 33.000 $. Los hombres tenían unos ingresos medios de 30.974 $ frente a los 20.764 $ para las mujeres. La renta per cápita para la ciudad era de 13.552 $. El 22,0% de la población y el 19,9% de las familias estaban por debajo del umbral de pobreza. El 25,8% de los menores de 18 años y el 11,7% de los habitantes de 65 años o más vivían por debajo del umbral de pobreza.

## Geografía
Según la Oficina del Censo de los Estados Unidos, Farmville tiene un área total de 18,2 km² de los cuales 18,1 km² corresponden a tierra firme y 0,2 km² a agua. El porcentaje total de superficie con agua es 0,99%.